# Nyctixalus
Nyctixalus és un gènere de granotes de la família Rhacophoridae.

## Taxonomia
- Nyctixalus margaritifer (Boulenger, 1882).
- Nyctixalus moloch (Annandale, 1912).
- Nyctixalus pictus (Peters, 1871).
- Nyctixalus spinosus (Taylor, 1920).